# Barry Dennen
Barry Dennen (Chicago, 22 febbraio 1938 – Burbank, 26 settembre 2017) è stato un cantante, attore e sceneggiatore statunitense.

## Biografia
Nel 1960 si trasferisce a New York dove rimarrà fino al 1963. In questo periodo ha una relazione con Barbra Streisand, con la quale convive per un anno. Durante quest'anno aiuta la Streisand a far nascere il suo nightclub, gesto che segna l'inizio della sua carriera come cantante e attore.
Una volta finita la relazione si trasferisce a Londra per quindici anni e nel 1968 ottiene il ruolo da protagonista di maestro di cerimonia nella versione inglese di Cabaret. Nel 1970, interpreta Ponzio Pilato nel musical Jesus Christ Superstar, sia nell'album che nella versione a Broadway l'anno dopo. Nello stesso anno, ha interpretato Mendel nel film Il violinista sul tetto di Norman Jewison. Secondo il sito web di Dennen, fu lui a suggerire a Jewison di dirigere la trasposizione cinematografica del musical Jesus Christ Superstar. Jewison seguì il suo consiglio, e Dennen interpretò nuovamente Ponzio Pilato (1973). Nel 1968 lavora nella prima produzione londinese del musical Cabaret, dove ricopre il ruolo del Maestro dell cerimonie, Emcee.
Da quel momento in poi Dennen ha avuto una serie di piccole parti in diversi film e show televisivi americani, tra cui: Batman, Superman III, Ridere per ridere, Shining, Galtar e il Golden Lance, Un salto nel buio e Titanic. Ha inoltre interpretato il venditore di auto Irwin Lapsey in Shock Treatment, il seguito di The Rocky Horror Picture Show.
Dennen ha anche doppiato molti personaggi di videogiochi, tra cui Fatman in Metal Gear Solid 2, il Visir in Prince of Persia: Le Sabbie del Tempo, il capo della polizia Bogen in Grim Fandango, Mimir nel recente videogioco Too Human e i tre personaggi del MOBA Dota 2 Rubick, Phantom Lancer e Chaos Knight.
Ha scritto la sceneggiatura per un episodio del telefilm americano Amazing Stories, intitolato "The Secret Cinema" (1985) e uno per The Comic Strip Presents, intitolato "Demonella" (1993). Il suo libro autobiografico, "La mia vita con Barbra: una storia d'amore" (1997), tratta del loro rapporto e della progressiva scoperta della sua omosessualità.
È morto il 26 settembre del 2017 all'età di 79 anni per le conseguenze di una caduta nella sua residenza di Hollywood Heights.

## Filmografia parziale
- Blue Light - serie TV, 1 episodio (1966)
- Batman - serie TV, 2 episodi (1968)
- Premiere - serie TV, 1 episodio (1968)
- Codename - serie TV, 1 episodio (1970)
- The Troubleshooters - serie TV, 1 episodio (1970)
- Ryan International - serie TV, 1 episodio (1970)
- The Juggler of Notre Dame, regia di Milton H. Lehr (1970)
- Hadleigh - serie TV, 1 episodio (1971)
- Paul Temple - serie TV, 1 episodio (1971)
- Il violinista sul tetto, regia di Norman Jewison (1971)
- Jesus Christ Superstar, regia di Norman Jewison (1973)
- Madhouse, regia di Jim Clark (1974)
- Ispettore Brannigan, la morte segue la tua ombra, regia di Douglas Hickox (1975)
- Monster Squad - serie TV, 1 episodio (1976)
- Dog and Cat - serie TV, 1 episodio (1977)
- Ridere per ridere, episodio "High Adventure", regia di John Landis (1977)
- Wonder Woman - serie TV, 1 episodio (1977)
- Ring of Passion - film TV (1978)
- Rabbit Test, regia di Joan Rivers (1978)
- Shining, regia di Stanley Kubrick (1980)
- Oppenheimer - miniserie TV, 4 episodi (1980)
- Shock Treatment - trattamento da sballo!, regia di Jim Sharman (1981)
- Ragtime, regia di Miloš Forman (1981)
- Q.E.D. - serie TV, 1 episodio (1982)
- The Dark Crystal, regia di Jim Henson e Frank Oz (1982)
- Beau Geste - miniserie TV, 5 episodi (1982)
- Pictures - miniserie TV, 2 episodi (1983)
- Una poltrona per due, regia di John Landis (1983)
- Superman III, regia di Richard Lester (1983)
- Mai dire sì - serie TV, 1 episodio (1983)
- Memed My Hawk, regia di Peter Ustinov (1984)
- Corruzione a New York, regia di Paul Bartel (1984)
- Oxbridge Blues - serie TV, 1 episodio (1984)
- Hill Street giorno e notte - serie TV, 1 episodio (1985)
- Bravo Dick - serie TV, 1 episodio (1986)
- Storie incredibili - serie TV, 1 episodio (1986)
- Avvocati a Los Angeles - serie TV, 1 episodio (1986)
- The Tortellis - serie TV, 1 episodio (1987)
- Un salto nel buio - serie TV, episodio 4x05 (1987)
- Mia sorella Sam - serie TV, 1 episodio (1988)
- Hooperman - serie TV, 1 episodio (1988)
- Tragica scommessa - film TV (1988)
- La signora in giallo - serie TV, 1 episodio (1988)
- Mr. Belvedere - serie TV, 1 episodio (1989)
- Benvenuto sulla terra - serie TV, 2 episodi (1989)
- Murphy Brown - serie TV, 1 episodio (1989)
- I mostri vent'anni dopo - serie TV, 1 episodio (1990)
- What Ever Happened to Baby Jane? - film TV (1991)
- Le ragazze della terra sono meglio - serie TV, 1 episodio (1991)
- Liquid Dreams, regia di Mark S. Manos (1991)
- Morton & Hayes - serie TV, 1 episodio (1991)
- Il risveglio di Claudia - film TV (1992)
- The Comic Strip Presents... - serie TV, 1 episodio (1993)
- Cafe Americain - serie TV, 1 episodio (1993)
- Ma chi me l'ha fatto fare, regia di Paul Flaherty (1994)
- Weird Science - serie TV, 1 episodio (1995)
- Titanic, regia di James Cameron (1997)